# إنتاج الغاز الصخري في الولايات المتحدة
يعتبر الغاز الصخري في الولايات المتحدة مصدرًا متاحًا للغاز الطبيعي. أدت التطبيقات الجديدة لتقنية التكسير الهيدروليكي والحفر الأفقي، إلى تطوير مصادر جديدة للغاز الصخري في الإنتاج من مكامن الغاز التقليدية، وأدى إلى زيادات كبيرة في احتياطيات الغاز الطبيعي في الولايات المتحدة. إلى حد كبير بسبب اكتشافات الغاز الصخري، كانت الاحتياطيات المقدرة من الغاز الطبيعي في الولايات المتحدة في عام 2008 أعلى بنسبة 35 ٪ مما كانت عليه في عام 2006.
في عام 2007، تضمنت حقول الغاز الصخري مصادر الغاز الطبيعي رقم 2 (بارنيت / نيوارك إيست) ورقم 13 (أنتريم) للغاز الطبيعي في الولايات المتحدة من حيث حجم الغاز المنتج. ارتفع عدد آبار الغاز الطبيعي غير التقليدية في الولايات المتحدة من 18485 في عام 2004 إلى 25145 بئر في عام 2007 ومن المتوقع أن تستمر زيادة الآبار حتى حوالي عام 2040.
أدى النجاح الاقتصادي للغاز الصخري في الولايات المتحدة والنمو السريع في الكمية المنتجة بعد عام 2009 إلى التطور السريع للغاز الصخري في كندا، وفي الآونة الأخيرة، حفز الاهتمام بإمكانيات الغاز الصخري في أوروبا وآسيا وأستراليا. تم افتراض أنه قد يكون هناك إمداد بالغاز الطبيعي لمدة 100 عام في الولايات المتحدة، ولكن 11 عامًا فقط من إمدادات الغاز هي في شكل احتياطيات مؤكدة.

## إنتاج الغاز الصخري

إنتانتاج الغاز الصخري من التكوين الجيولوجي.

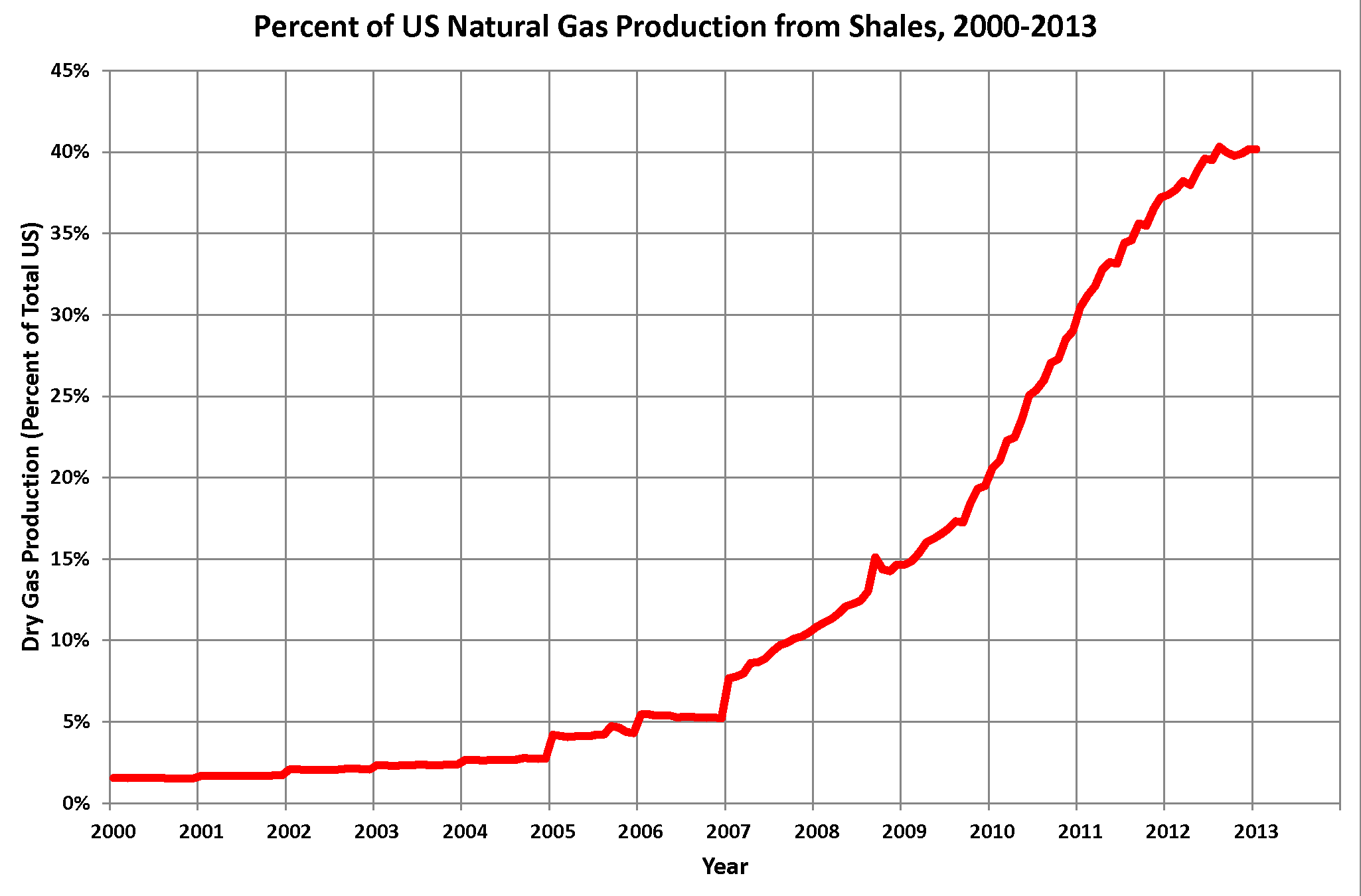
النسبة المئوية لإجمالي إنتاج الغاز الصخري في الولايات المتحدة ، 2000-2013 (US EIA)

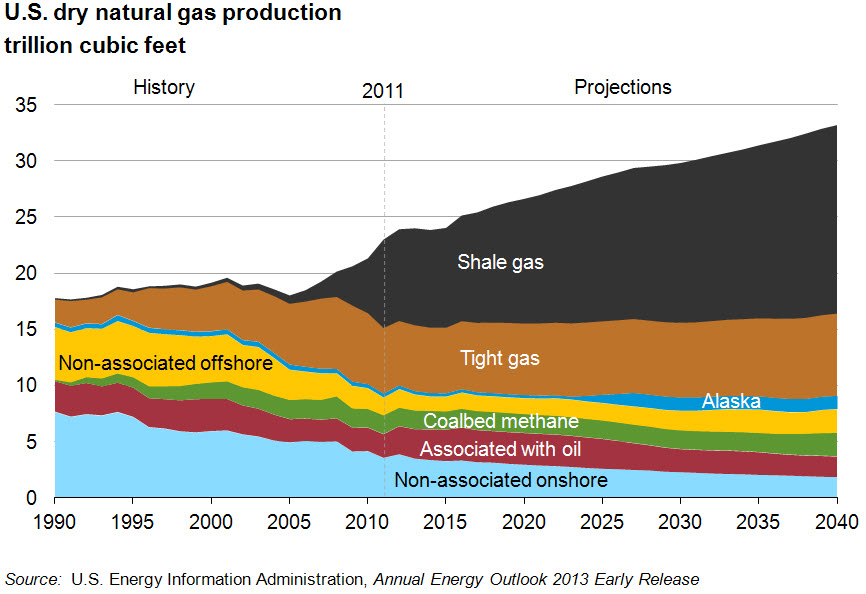
نما إنتاج الغاز الصخري بسرعة في السنوات الأخيرة ، ومن المتوقع من قبل إدارة معلومات الطاقة أن يزداد أكثر.

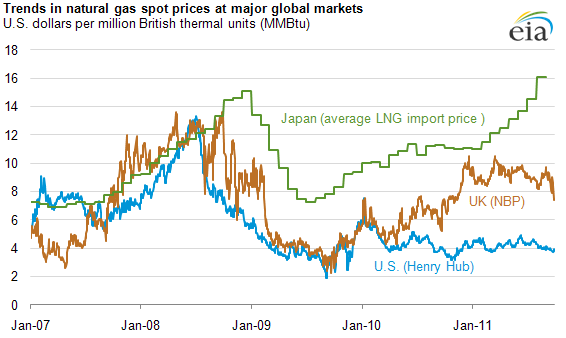
مقارنة أسعار الغاز الطبيعي في اليابان والمملكة المتحدة والولايات المتحدة ، 2007-2011

نما إنتاج الغاز الصخري الأمريكي بسرعة بعد جهد طويل الأمد من قبل صناعة الغاز الطبيعي بالشراكة مع وزارة الطاقة الأمريكية لتحسين طرق الحفر والاستخراج مع زيادة جهود الاستكشاف. كان إنتاج الصخر الزيتي في الولايات المتحدة 2.02 تريليون قدم مكعب (57×109 م3) عام 2008، بزيادة قدرها 71٪ عن العام السابق. في عام 2009، نما إنتاج الغاز الصخري في الولايات المتحدة بنسبة 54٪ إلى 3.11 تريليون قدم مكعب (88×109 م3) ، بينما زادت الاحتياطيات المؤكدة المتبقية من الصخر الزيتي في الولايات المتحدة بنهاية عام 2009 بنسبة 76٪ لتصل إلى 60.6 تريليون قدم مكعب (1.72×1012 م3) . في توقعات الطاقة السنوية لعام 2011، ضاعفت إدارة معلومات الطاقة الأمريكية (EIA) تقديراتها لاحتياطيات الغاز الصخري القابلة للاسترداد تقنيًا في الولايات المتحدة، إلى 827 تريليون قدم مكعب (23.4×1012 م3) من 353 تريليون قدم مكعب (10.0×1012 م3) ، من خلال تضمين بيانات من نتائج الحفر في الحقول الصخرية الجديدة، مثل Marcellus و Haynesville و Eagle Ford shales. في عام 2012، خفضت EIA تقديراتها مرة أخرى إلى 482 تريليون قدم مكعب. من المتوقع أن يرتفع إنتاج الصخر الزيتي من 23٪ من إجمالي إنتاج الغاز في الولايات المتحدة عام 2010 إلى 49٪ بحلول عام 2035.
أدى توافر احتياطيات كبيرة من الغاز الصخري في الولايات المتحدة إلى اقتراح البعض لمحطات الطاقة التي تعمل بالغاز الطبيعي كبدائل منخفضة انبعاثات الكربون لمحطات القوى التي تعمل بالفحم ، وكمصادر طاقة احتياطية لطاقة الرياح .
في يونيو 2011 ، ذكرت صحيفة نيويورك تايمز أنه «لا يتفق الجميع في إدارة معلومات الطاقة» مع التوقعات المتفائلة للاحتياطيات ، وشككوا في حيادية بعض التقارير الصادرة عن الوكالة. اثنان من المقاولين الأساسيين ، Intek و Advanced Resources International ، اللذان قدموا معلومات للتقارير لديهما عملاء رئيسيون في صناعة النفط والغاز. «رئيس أدفانسد ريسورسز ، فيلو أ. كوسكرا ، هو أيضًا حامل أسهم وعضو مجلس إدارة في ساوثويسترن إنيرجي ، وهي شركة طاقة تشارك بشكل كبير في التنقيب عن الغاز» في فايتفيل شيل ، وفقًا للتقرير في صحيفة نيويورك تايمز . انتقد المقال ، من بين آخرين ، المحرر العام لصحيفة نيويورك تايمز بسبب الافتقار إلى التوازن ، في حذف الحقائق ووجهات النظر المؤيدة لإنتاج الغاز الصخري والاقتصاد. ومن بين النقاد الآخرين للمقال مدونون في فوربس ومجلس العلاقات الخارجية . في عام 2011 أيضًا ، كان لدى ديان رام أوربينا ؛ شيموس ماكجرو ، كاتب ومؤلف كتاب «نهاية البلد» ؛ توني إنجرافيا ، أستاذ الهندسة في جامعة كورنيل ؛ وجون هانجر ، السكرتير السابق لإدارة حماية البيئة في ولاية بنسلفانيا ؛ في برنامج اتصال إذاعي حول مقالات أوربينو والموضوع الأوسع. تمت دعوة الاتحادات التي تمثل صناعة الغاز الطبيعي ، مثل تحالف الغاز الطبيعي الأمريكي ، للمشاركة في البرنامج ولكنها رفضت.
في يونيو 2011 ، عندما ظهر مقال أوربينو في صحيفة نيويورك تايمز ، كانت أحدث الأرقام الخاصة باحتياطيات الولايات المتحدة المؤكدة من الغاز الصخري 97.4 تريليون قدم مكعب ، اعتبارًا من نهاية عام 2010. على مدى السنوات الثلاث التالية من 2011 إلى 2013 ، بلغ إجمالي إنتاج الغاز الصخري 28.3 تريليون قدم مكعب ، أي حوالي 29٪ من الاحتياطيات المؤكدة في نهاية عام 2010. ولكن خلافًا للمخاوف بشأن الاحتياطيات المبالغ فيها المذكورة في مقالته ، فقد زاد كل من إنتاج الغاز الصخري والاحتياطيات المؤكدة من الغاز الصخري. بلغ إنتاج الغاز الصخري الأمريكي في يونيو 2011 21.6 مليار قدم مكعب يوميًا من الغاز الجاف. منذ ذلك الحين ، زاد إنتاج الغاز الصخري ، وبحلول مارس 2015 بلغ 41.1 مليار قدم مكعب يوميًا ، أي ضعف معدل يونيو 2011 تقريبًا ، ووفر 55 ٪ من إجمالي إنتاج الغاز الطبيعي الجاف في الولايات المتحدة. على الرغم من الزيادة السريعة في الإنتاج ، استبدلت الشركات احتياطياتها المؤكدة بشكل أسرع بكثير من الإنتاج ، بحيث أنه بحلول نهاية عام 2013 ، أفادت الشركات أن احتياطيات الغاز الصخري المؤكدة التي لا تزال في الأرض قد نمت إلى 159.1 تريليون قدم مكعب ، بزيادة قدرها 63٪ عن نهاية عام 2013. احتياطيات 2010.
يمكن أن يؤدي التقدم في التكنولوجيا و الخبرة إلى زيادة الإنتاجية. أصبح التنقيب عن الغاز الصخري والنفط الخفيف في الولايات المتحدة أكثر كفاءة من 2007 إلى 2014. أنتجت آبار باكن التي تم حفرها في يناير 2014 كمية من النفط تبلغ 2.4 ضعف تلك التي تم حفرها قبل خمس سنوات. في اتجاه مارسيلوس للغاز ، أنتجت الآبار التي تم حفرها في يناير 2014 أكثر من تسعة أضعاف كمية الغاز يوميًا من وقت الحفر مقارنة بتلك التي تم حفرها قبل خمس سنوات ، في يناير 2009.

## التاريخ
تم استخراج الغاز الصخري لأول مرة كمورد في فريدونيا ، نيويورك ، في عام 1825 ،  في تصدعات ضحلة منخفضة الضغط.
بدأ حقل الغاز الكبير ساندي ، في الصخور الديفونية المكسورة بشكل طبيعي ، في التطوير في عام 1915 ، في مقاطعة فلويد ، كنتاكي . بحلول عام 1976 ، امتد الحقل على مساحة آلاف الأميال المربعة من شرق كنتاكي وجنوب غرب فيرجينيا ، مع خمسة آلاف بئر في كنتاكي وحدها ، منتجة من أوهايو شيل وكليفلاند شيل ، المعروفين محليًا باسم «الصخر الزيتي». منذ أربعينيات القرن الماضي على الأقل ، تم تحفيز الآبار الصخرية عن طريق تفجير المتفجرات في الحفرة. في عام 1965 ، بدأ بعض المشغلين في التكسير الهيدروليكي للآبار ، باستخدام فتحات صغيرة نسبيًا: 50000 رطل من الرمل و 42000 جالون من الماء ؛ زادت وظائف فارك بشكل عام من الإنتاج ، خاصة من الآبار ذات العائد المنخفض. كان الحقل يتوقع استردادًا نهائيًا قدره 2 تريليون قدم مكعب من الغاز ، لكن متوسط الاسترداد لكل بئر كان صغيرًا ، ويعتمد إلى حد كبير على وجود الكسور الطبيعية.
انتشر إنتاج الغاز التجاري الآخر من الصخور الصخرية من العصر الجيولوجي الديفوني على نطاق واسع في أحواض الأبلاشيان وميتشيغان وإلينوي في عشرينيات القرن الماضي ، لكن الإنتاج كان صغيرًا في العادة.
زاد إنتاج الغاز الطبيعي الصخري في الولايات المتحدة بشكل سريع بعد عام 2008 - أطلق عليها «ثورة الغاز الصخري»  أو «ثورة التكسير»  من قبل علماء الطاقة - مما أدى إلى انعكاس عقود حيث كان إنتاج الغاز الطبيعي في الولايات المتحدة ينخفض. خلال العقد الأول من القرن الحادي والعشرين وأوائل العقد الأول من القرن الحادي والعشرين ، أنتجت الولايات المتحدة الكثير من الغاز الطبيعي لدرجة أنها تحولت إلى مصدر صافي.

### تحفيذ الحكومة الفيدرالية
كان لسياسة الحكومة الفيدرالية تأثيرات متباينة على إنتاج الغاز الطبيعي. أدت بعض السياسات إلى تثبيط الابتكار القائم على السوق ، في حين أن نفقات البحث والتطوير الفيدرالية قد طورت أيضًا تقنيات إنتاج الغاز وبدائل الإمداد.
أدت الضوابط الفيدرالية للأسعار على الغاز الطبيعي إلى نقص في السبعينيات.
في مواجهة انخفاض إنتاج الغاز الطبيعي ، استثمرت الحكومة الفيدرالية في بدائل الإمداد ، بما في ذلك مشروع الغاز الصخري الشرقي ، الذي استمر من 1976 إلى 1992 ، وميزانية الأبحاث السنوية المعتمدة من FERC لمعهد أبحاث الغاز ، والتي تم تمويلها من خلال ضريبة على شحنات الغاز الطبيعي من 1976 إلى 2000. دخلت وزارة الطاقة في شراكة مع شركات الغاز الخاصة لإكمال أول بئر أفقي متعدد الكسور يتم حفره بالهواء في الصخر الزيتي في عام 1986. نشأ التصوير الزلزالي الدقيق ، وهو مدخل مهم لكل من التكسير الهيدروليكي في الصخر الزيتي وحفر النفط البحري ، من أبحاث قاع الفحم في مختبرات سانديا الوطنية .
ركز مشروع الغاز الصخري الشرقي على توسيع وتحسين عمليات الاستخراج في مناطق الغاز الصخري المنتجة المعروفة ، ولا سيما حقل الغاز الرملي الكبير في كنتاكي ووست فرجينيا. طبق البرنامج تقنيتين تم تطويرهما سابقًا من قبل الصناعة ، التكسير الهيدروليكي الضخم والحفر الأفقي ، لتكوينات الغاز الصخري. في عام 1976 ، قام مهندسان لمركز مورغانتاون لأبحاث الطاقة (MERC) الممول اتحاديًا بتسجيل براءة اختراع لتقنية مبكرة للحفر الموجه في الصخر الزيتي.
قدمت الحكومة الفيدرالية أيضًا إعفاءات ضريبية وقواعد تعود بالفائدة على الصناعة في قانون الطاقة لعام 1980 . تم إعفاء إنتاج الغاز من الصخر الزيتي الديفوني من ضوابط الأسعار الفيدرالية ، وتم منح الإعفاءات الضريبية للقسم 29 للغاز غير التقليدي ، بما في ذلك الغاز الصخري ، من 1980 إلى 2000.
على الرغم من أن عمل معهد أبحاث الغاز ومشروع الغاز الصخري الشرقي قد أدى إلى زيادة إنتاج الغاز في جنوب حوض الأبلاش وحوض ميشيغان ، إلا أنه في أواخر التسعينيات ، كان الغاز الصخري لا يزال يُنظر إليه على نطاق واسع على أنه هامشي وغير اقتصادي بدون ائتمانات ضريبية ، والغاز الصخري المقدم 1.6٪ فقط من إنتاج الغاز في الولايات المتحدة في عام 2000 ، عندما انتهت الإعفاءات الضريبية الفيدرالية. اختبر مشروع الصخر الغازي الشرقي مجموعة واسعة من طرق التحفيز ، لكن وزارة الطاقة خلصت إلى أن التحفيز وحده لا يمكن أن يجعل الصخر الزيتي الشرقي اقتصاديًا. في عام 1995 ، لاحظت هيئة المسح الجيولوجي الأمريكية أن الإنتاج المستقبلي للغاز من الصخر الزيتي الشرقي سيعتمد على التحسينات المستقبلية في التكنولوجيا. ومع ذلك ، وفقًا لبعض المحللين ، زرعت البرامج الفيدرالية بذور طفرة الغاز الصخري القادمة.
في عام 1991 ، أكملت شركة ميتشل للطاقة (الآن ديفون إنيرجي ) أول كسر أفقي في تكساس-بارنيت الصخري ، وهو مشروع مدعوم من قبل معهد تكنولوجيا الغاز ، والذي تم تمويله من خلال ضريبة فيدرالية على خطوط أنابيب الغاز. كان أول كسر أفقي لبارنيت فشلاً اقتصاديًا ، كما كانت تجارب ميتشل اللاحقة مع الآبار الأفقية. حقق التكسير الهيدروليكي بارنيت طفرة نجاحًا كبيرًا مع الآبار الرأسية ، ولم يكن حتى عام 2005 أن الآبار الأفقية التي تم حفرها في بارنيت فاق عدد الآبار الرأسية. خلال التسعينيات ، دخل معهد تكنولوجيا الغاز في شراكة مع شركة ميتشيل أنرجي في تطبيق عدد من التقنيات الأخرى في Barnett Shale. وذكر نائب رئيس شركة ميتشل للطاقة حينها: «لا يمكنك التقليل من مشاركة وزارة الطاقة».

### بارنيت وما بعدها
بدأت شركة Mitchell Energy في إنتاج الغاز من حقل بارنيت في شمال تكساس في عام 1981 ، لكن النتائج في البداية كانت غير اقتصادية. استمرت الشركة لسنوات في تجربة التقنيات الجديدة. سرعان ما تخلى ميتشل عن طريقة التكسير بالرغوة التي طورها مشروع الصخر الغازي الشرقي ، لصالح طريقة التكسير بهلام النيتروجين والماء. حقق ميتشل أول تكسير اقتصادي للغاية في Barnett Shale في عام 1998 ، باستخدام تكسير المياه الزلقة. وفقًا للمسح الجيولوجي بالولايات المتحدة : «لم يتم تطوير تقنية مناسبة لكسر الصخر الزيتي إلا بعد تطوير مسح جيولوجي لـ Barnett Shale في التسعينيات»  على الرغم من أن ميتشل جرب الآبار الأفقية ، إلا أن النتائج الأولية لم تكن ناجحة ، و أصبح ازدهار بارنيت شيل (صخر بارنيت) ناجحًا للغاية بطريقة الآبار العمودية. كان عام 2005 هو العام الأول الذي تم فيه حفر غالبية آبار بارنيت الجديدة بشكل أفقي. بحلول عام 2008 ، كان 94٪ من آبار بارنيت التي تم حفرها أفقية.
منذ نجاح Barnett Shale ، كان الغاز الطبيعي من الصخر الزيتي هو المساهم الأسرع نموًا في إجمالي الطاقة الأولية (TPE) في الولايات المتحدة ، وقد أدى بالعديد من البلدان الأخرى لمتابعة رواسب الصخر الزيتي. وفقًا لوكالة الطاقة الدولية ، يضاعف الاستخراج الاقتصادي للغاز الصخري إمكانات الإنتاج المتوقعة للغاز الطبيعي بأكثر من الضعف ، من 125 عامًا إلى أكثر من 250 عامًا.
في عام 1996 ، أنتجت آبار الغاز الصخري في الولايات المتحدة 0.3 تريليون قدم مكعب (8.5×109 م3) ، 1.6٪ من إنتاج الغاز في الولايات المتحدة ؛ بحلول عام 2006 ، تضاعف الإنتاج أكثر من ثلاثة أضعاف ليصل إلى 1.1 تريليون قدم مكعب (31×109 م3) سنويًا ، 5.9٪ من إنتاج الغاز الأمريكي. بحلول عام 2005 ، كان هناك 14990 بئراً للغاز الصخري في الولايات المتحدة. تم إنجاز 4185 بئراً للغاز الصخري في الولايات المتحدة في عام 2007.
في عام 2005 ، ألهم استكشاف الطاقة في Barnett Shale في تكساس ، الناتج عن التكنولوجيا الجديدة ، الثقة الاقتصادية في الصناعة حيث سرعان ما اتبعت عمليات مماثلة عبر الجنوب الشرقي ، بما في ذلك في Fayetteville Shale في أركنساس و Haynesville Shale في لويزيانا .
في يناير 2008 ، زادت دراسة مشتركة بين جامعة ولاية بنسلفانيا وجامعة ولاية نيويورك في فريدونيا أساتذة تيري إنجلدر ، أستاذ علوم الأرض في ولاية بنسلفانيا ، وجاري جي لاش التقديرات بما يصل إلى 250 ضعفًا عن التقدير السابق لصخر مارسيلس بواسطة هيئة المسح الجيولوجي الأمريكية . التقرير عـُمم في جميع أنحاء الصناعة. في عام 2008 ، لاحظ إنجلدر وناش حدوث اندفاع للغاز  وكان هناك نشاط لتأجير أبار كبيرة من قبل شركة Range Resources ومقرها تكساس ، Anadarko Petroleum ، Chesapeake Energy ، و Cabot Oil &amp; Gas .

## الغاز الصخري حسب الموقع

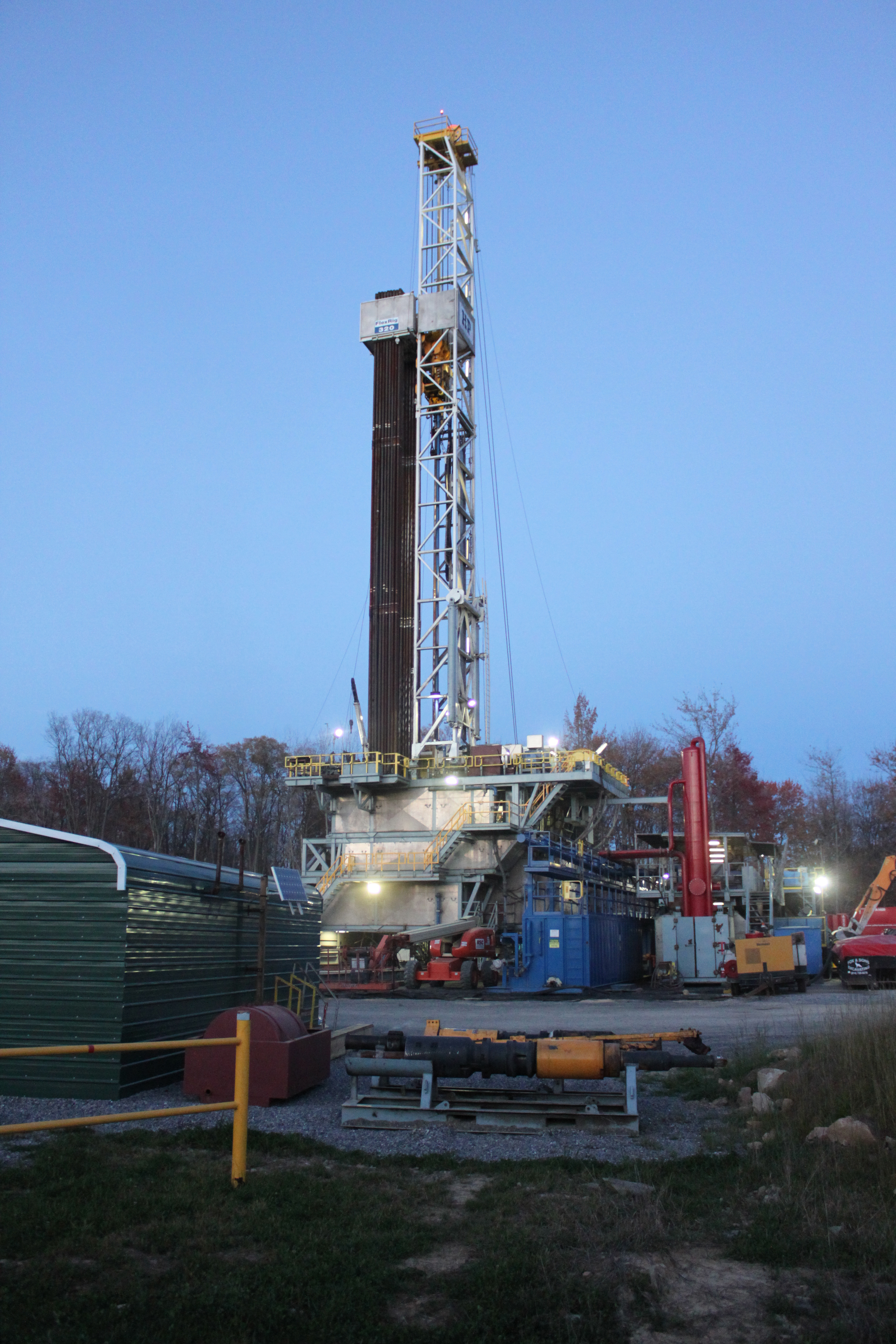
حفار مارسيلوس للصخر الزيتي يقع في روليت بولاية بنسلفانيا.

### صخر أنتريم شيل ، ميشيغان
ينتج صخر الأنتريم من العصر الديفوني الأعلى على طول حزام عبر الجزء الشمالي من حوض ميشيغان . على الرغم من أن Antrim Shale أنتج الغاز منذ الأربعينيات ، إلا أن المسح الجيولوجي لم يكن نشطا حتى أواخر الثمانينيات. على عكس مسح الغاز الصخري الأخرى مثل Barnett Shale ، يبدو أن الغاز الطبيعي من أنتريم هو غاز حيوي المنشأ ناتج عن عمل البكتيريا على الصخور الغنية بالمواد العضوية.
في عام 2007 ، أنتج حقل غاز أنتريم 136 بليون قدم مكعب (3.9×109 م3) من الغاز ، مما يجعلها ثالث أكبر مصدر للغاز الطبيعي في الولايات المتحدة.

### صخر بارنيت شيل ، تكساس
تم الانتهاء من أول بئر لصخر بارنيت في عام 1981 في مقاطعة وايز . توسع الحفر بشكل كبير في السنوات العديدة الماضية بسبب ارتفاع أسعار الغاز الطبيعي واستخدام الآبار الأفقية لزيادة الإنتاج. على عكس مسحيات الغاز الصخري القديمة ، مثل Antrim Shale ، و New Albany Shale ، و Ohio Shale ، فإن أعمال صخر بارنيت أعمق بكثير (تصل إلى 8000 قدم). يتراوح سمك طبقة بارنيت من 100 (35 متر) إلى 1,000 قدم (300 م) ، ولكن تقع معظم الآبار الاقتصادية حيث يتراوح ارتفاع الصخر الزيتي بين 300 و 600 قدم (180 م) سميكة. حفز نجاح بارنيت استكشاف الصخور العميقة الأخرى.
في عام 2007 ، أنتج حقل غاز بارنيت الصخري (نيوارك إيست) 1.11 تريليون قدم مكعب (31×109 م3) من الغاز ، مما يجعله ثاني أكبر مصدر للغاز الطبيعي في الولايات المتحدة. ينتج صخر بارنيت حاليًا أكثر من 6٪ من إنتاج الغاز الطبيعي في الولايات المتحدة.
في أبريل 2015 ، أفاد بيكر هيوز أنه لا توجد منصات حفر في النشاط في حقل غاز بارنيت. (هذا لا يعني عدم وجود إنتاج حيث لا يزال هناك الكثير من الآبار التي تم حفرها بالفعل ولكن لم يتم حصادها بعد).

### صخر كاني شيل ، أوكلاهوما
يعتبر Caney Shale في حوض Arkoma هو المكافئ الطبقي لطبقة Barnett Shale في «حوض ورث». أصبح التشكيل الجيولوجي منتجًا للغاز منذ النجاح الكبير الذي حققه المسح الجيولوجي بارنيت.

### صخر كونيسواغا ، ألاباما
في الفترة 2008-2009 ، تم حفر الآبار لإنتاج الغاز من صخر الكمبري كوناسوجا في شمال ولاية ألاباما. النشاط في مقاطعات سانت كلير و إيتواه و كولمان.

### صخر فايتفيل شيل ، أركنساس
عصر ميسيسيبي ، ينتج صخر فايتفيل الغاز في جزء أركنساس من حوض أركوما. يتنوع القسم الإنتاجي في السماكة من 50 إلى 550 قدم (170 م) ، وفي العمق من 1,500 إلى 6,500 قدم (460 إلى 1,980 م) . تم إنتاج الغاز الصخري في الأصل من خلال آبار رأسية ، لكن المشغلين يتجهون بشكل متزايد إلى الآبار الأفقية في فايتفيل. يشمل المنتجون SEECO ، وهي شركة تابعة لشركة Southwestern Energy التي اكتشفت المسح الجيولوجي ، و Chesapeake Energy .

### صخر فلويد شيل ، ألاباما
يعد فلويد شيل في ولاية ميسيسيبي هدفًا حاليًا للتنقيب عن الغاز في حوض المحارب الأسود (بلاك وارييور باسين) الواقع في شمال ألاباما وميسيسيبي .

### صخر القوطية ، كولورادو
في عام 1916 ، أفادت هيئة المسح الجغرافي بالولايات المتحدة أن كولورادو وحدها لديها ما يكفي من رواسب النفط الصخري لإنتاج 20000 مليون برميل من النفط الخام. منها 2000 مليون برميل من البنزين يمكن تكريرها. قامت شركة بيل باريت بحفر وإكمال العديد من آبار الغاز في الصخر القوطي Gothic. تقع الآبار في مقاطعة مونتيزوما ، كولورادو ، في الجزء الجنوبي الشرقي من حوض بارادوكس . تدفق بئر أفقي في القوطي 5700 قدم مكعب في اليوم.

### wov هاينزفيل شيل ، لويزيانا
على الرغم من أن Jurassic Haynesville Shale في شمال غرب لويزيانا أنتج الغاز منذ عام 1905 ، إلا أنه كان محور نشاط الغاز الصخري الحديث فقط منذ اكتشاف الغاز الذي تم حفره بواسطة شركة Cubic Energy في نوفمبر 2007. تبع اكتشاف شركة Cubic Energy إعلان في مارس 2008 من قبل شركة Chesapeake Energy بأنها أكملت إنشاء بئر Haynesville Shale للغاز. كما تم حفر آبار هاينزفيل الصخري في شمال شرق تكساس ، حيث يُعرف أيضًا باسم بوسير شيل.

### صخر كولينجوود - أوتيكا ، ميشيغان
من عام 2008 حتى عام 2010 ، جمعت Encana (الآن Ovintiv ) «موقعًا كبيرًا على الأرض» (250.000 فدانًا صافيًا) عند «متوسط 150 دولارًا / فدانًا» في مسرحية Collingwood Utica للغاز الصخري في تشكيل كولينجوود الأوسط في ولاية ميشيغان . يتم إنتاج الغاز الطبيعي من صخر كولينجوود وصخر يوتيكا المغطي.
أقيم مزاد الأراضي العامة في ميتشجان في أوائل مايو 2010 في واحدة من «مسرحيات النفط والغاز الأمريكية الواعدة».

### صخر نيو ألباني ، حوض إلينوي
ينتج الصخر الزيتي الديفوني - المسيسيبي الجديد الغاز في حوض جنوب شرق إلينوي في إلينوي وإنديانا وكنتاكي. لقد كان New Albany منتجًا للغاز في هذا المجال لأكثر من 100 عام ، لكن تقنية إكمال البئر المحسّنة زادت من نشاط الحفر. الآبار من 250 إلى 2,000 قدم (610 م) عميق. يوصف الغاز على أنه ذو أصل مختلط حيوي وتوليد الحرارة.

### صخر بيرسال شيل ، تكساس
اعتبارًا من عام 2007 ، أكمل المشغلون ما يقرب من 50 بئراً في Pearsall Shale في حوض مافريك بجنوب تكساس. كانت شركة TXCO Resources هي الشركة الأكثر نشاطًا في المسرحية. كانت جميع آبار الغاز رأسية حتى عام 2008 ، عندما قامت شركة TXCO بحفر واستكمال عدد من الآبار الأفقية.

### الصخور الديفونية وحوض الأبلاش

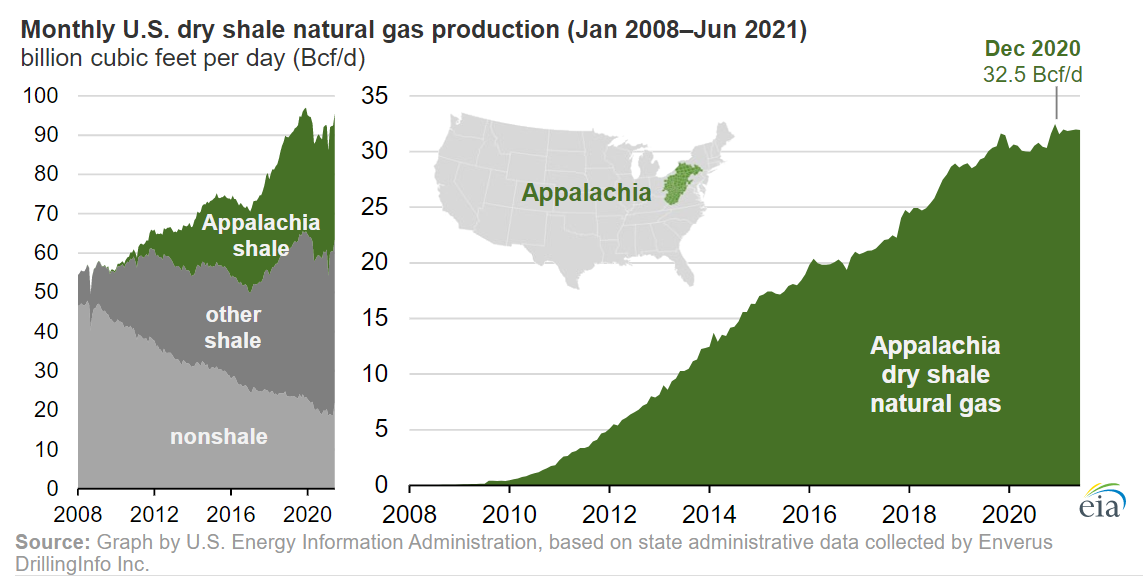
إنتاج الغاز الطبيعي الصخري الجاف في جبال الآبالاش ، 2008-2021

## التأثيرات الاقتصادية
في عام 2010 ، دعم تطوير موارد النفط الصخري 600000 وظيفة في الولايات المتحدة. يعد الغاز الطبيعي المحلي الميسور التكلفة ضروريًا لتجديد الصناعات الكيميائية والصناعات التحويلية والصلب. هناك مخاوف من إمكانية عكس هذه التغييرات إذا زادت صادرات الغاز الطبيعي. قرر المجلس الكيميائي الأمريكي أن زيادة بنسبة 25٪ في المعروض من الإيثان (سائل مشتق من الغاز الصخري) يمكن أن يضيف أكثر من 400،000  وظيفة في الاقتصاد ، وتوفير أكثر من 4.4 مليار دولار سنويًا من عائدات الضرائب الفيدرالية والولائية والمحلية ، ويحفز 16.2 مليار دولار في الاستثمار الرأسمالي من قبل الصناعة الكيميائية.
كما أشاروا إلى أن السعر المنخفض نسبيًا للإيثان من شأنه أن يمنح الشركات المصنعة في الولايات المتحدة ميزة أساسية على العديد من المنافسين العالميين. وبالمثل ، قدرت الرابطة الوطنية للمصنعين أن العائد المرتفع للغاز الصخري وانخفاض أسعار الغاز الطبيعي سيساعد المصنّعين الأمريكيين على توظيف مليون عامل بحلول عام 2025 في حين أن انخفاض تكاليف المواد الأولية والطاقة يمكن أن يساعدهم في تقليل نفقات الغاز الطبيعي بما يصل إلى 11.6 مليار بحلول عام 2025. في كانون الأول (ديسمبر) 2011 ، قدرت جمعية الغاز الطبيعي الأمريكية (ANGA) أن أسعار الغاز المنخفضة ستضيف 926 دولارًا أمريكيًا إضافيًا من دخل الأسرة المتاح سنويًا بين عامي 2012 و 2015 ، وأن المبلغ يمكن أن يرتفع إلى 2000 دولار أمريكي بحلول عام 2035. سيتم استثمار أكثر من 276 مليار دولار في الولايات المتحدة صناعة البتروكيماويات ومعظمها في تكساس. بسبب ظهور الغاز الصخري ، انخفض استهلاك الفحم من عام 2009.
وجدت دراسة أجريت عام 2017 أن التكسير الهيدروليكي ساهم في نمو الوظائف وزيادة الأجور: «أدى استخراج النفط والغاز الجديد إلى زيادة العمالة الأمريكية الإجمالية بمقدار 725 ألفًا وانخفاض بنسبة 0.5 في المائة في معدل البطالة خلال الركود الكبير». تظهر الأبحاث أن آبار الغاز الصخري يمكن أن يكون لها تأثير سلبي كبير على بعض أسعار المنازل ، مع الاعتماد على المياه الجوفية انخفاض قيمة المنازل بنسبة 13٪ بينما ستشهد منازل المياه المنقولة بالأنابيب زيادة بنسبة 2-3٪. من المرجح أن تكون الزيادة في أسعار هذا الأخير بسبب مدفوعات الإتاوة التي يحصل عليها مالكو العقارات من الغاز المستخرج من أراضيهم.
أدت مسألة تصدير الغاز الطبيعي إلى انقسام مجتمع الأعمال. تقاتل الشركات المصنعة مثل داو للكيماويات شركات الطاقة مثل إكسون موبيل حول ما إذا كان ينبغي السماح بتصدير الغاز الطبيعي. يريد المصنعون إبقاء أسعار الغاز منخفضة ، بينما تعمل شركات الطاقة على رفع سعر الغاز الطبيعي من خلال إقناع الحكومة بالسماح لهم بتصدير الغاز الطبيعي إلى المزيد من البلدان.  قلقون من زيادة الصادرات أضرت بالتصنيع من خلال التسبب في ارتفاع أسعار الطاقة الأمريكية. تضاعف متوسط حجم صادرات قطاع التصنيع الأمريكي ثلاث مرات تقريبًا بين عامي 1996 و 2012.
في عام 2014 ، كانت العديد من الشركات سلبية التدفق النقدي ؛ ومع ذلك ، ركزت الشركات التي كانت ذات تدفق نقدي إيجابي على جودة الأرض بدلاً من الكمية. في عامي 2016 و 2020 ، تسببت زيادة العرض في جميع أنحاء العالم في انخفاض أسعار الغاز الطبيعي إلى أقل من 2 دولار لكل مليون وحدة حرارية بريطانية - كان 2.50 دولارًا أمريكيًا هو الحد الأدنى للمنتجين الأمريكيين ليكون موجب التدفق النقدي في 2020. بلغ الإنتاج الأمريكي 92 مليار قدم مكعب يوميًا (مليار قدم مكعب / يوم) في عام 2019.

## التأثير السياسي
وجدت دراسة أجريت عام 2015 أن طفرات النفط الصخري تزيد من الدعم القريب للمحافظين والمصالح المحافظة. «يزداد دعم المصالح المحافظة ويحصل المرشحون السياسيون الجمهوريون على الأصوات بعد فترات الازدهار ، مما يؤدي إلى تضاعف احتمال حدوث تغيير في المنصب. كل هذا التغيير يحدث على حساب الديمقراطيين.» 

## القضايا البيئية
قالب:راجع أيضًا

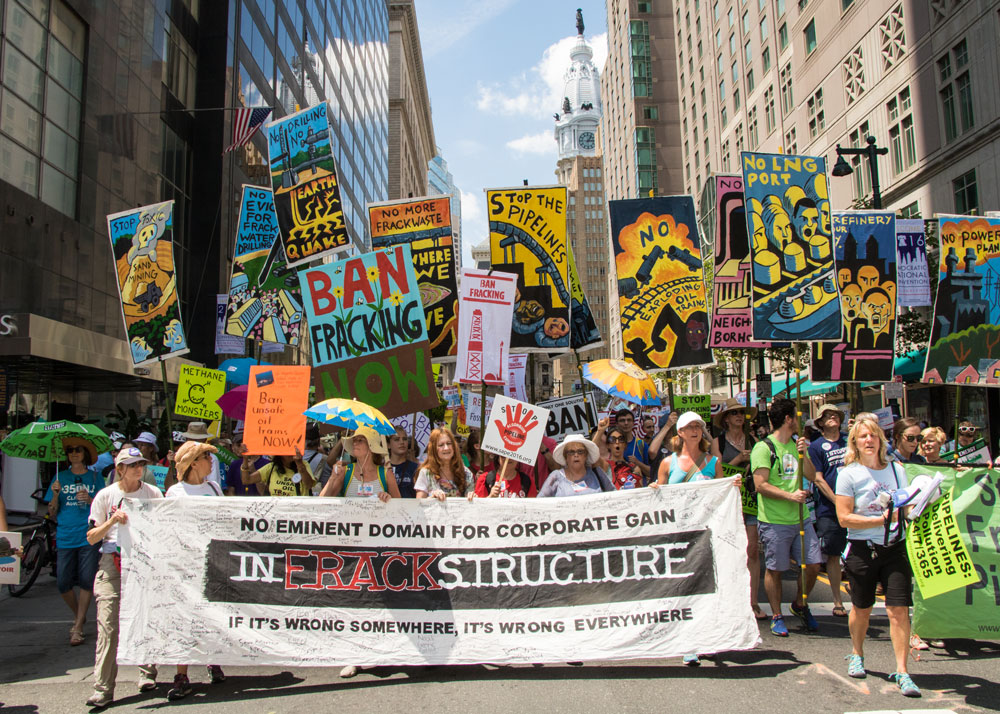
متظاهرون ضد التكسير الهيدروليكي في فيلادلفيا في عام 2016

ظهرت الشكاوى من تعرض اليورانيوم ونقص البنية التحتية للمياه كمخاوف بيئية من الاندفاع. في ولاية بنسلفانيا ، حاصر الجدل ممارسة إطلاق مياه الصرف الصحي من «التكسير» إلى الأنهار التي تُستخدم كاحتياطي استهلاكي.
يساهم إطلاق الميثان في الاحتباس الحراري.

## الثقافة الشعبية
دخلت كلمة "fracking" ، عامية لـ التكسير الهيدروليكي ، إلى اللغة الإنجليزية.

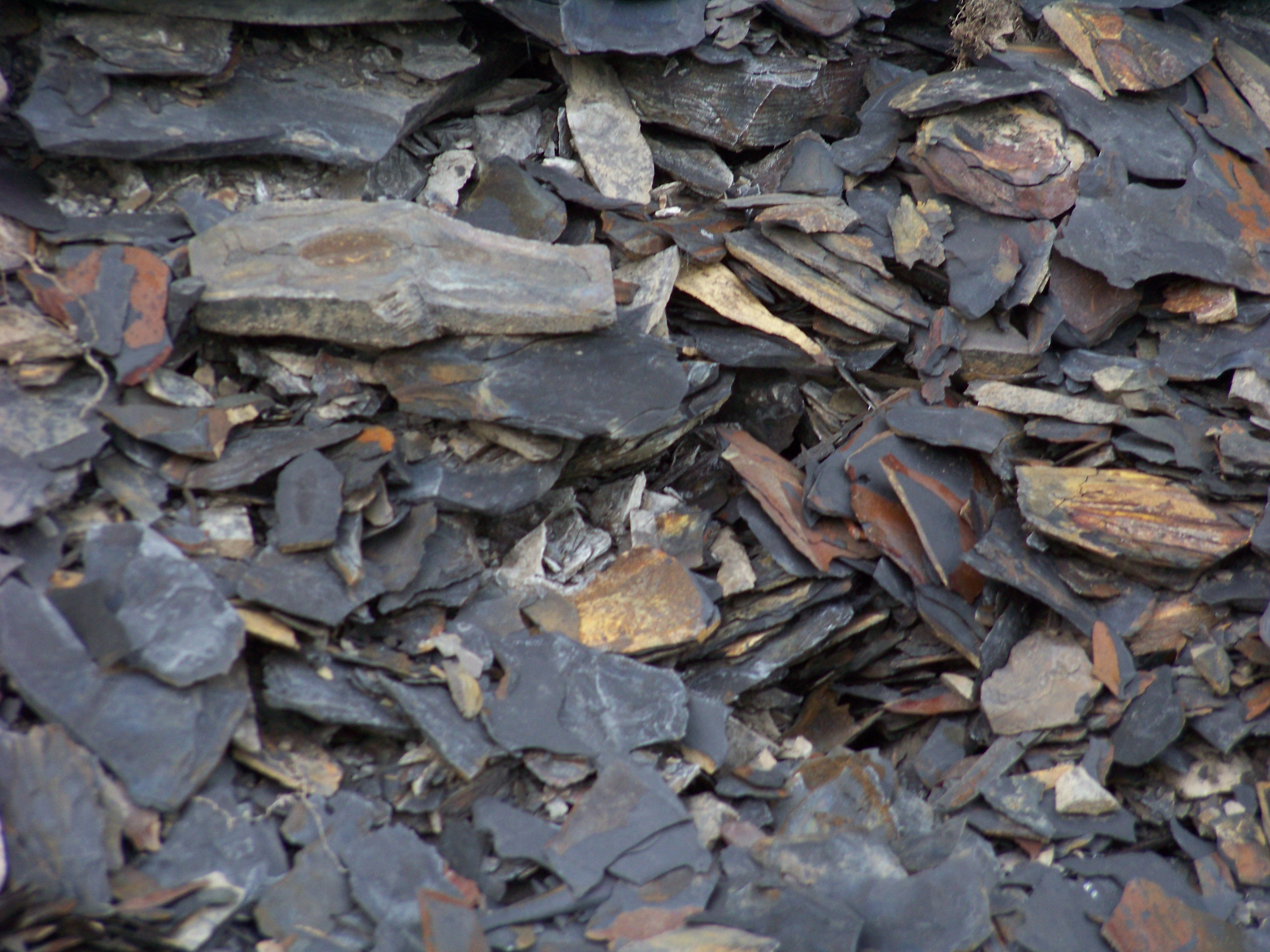
الصخر الزيتي المكشوف وأوراق الشجر المنتشرة في Marcellus ، نيويورك.

الاندفاع الكبير للغاز الصخري  يشير إلى نمو الاستخراج غير التقليدي للغاز الصخري في أوائل القرن الحادي والعشرين.
ظهرت ولاية بنسلفانيا في جائزة الأوسكار - المرشحة في فيلم   وثائقي بيئي Gasland لجوش فوكس عام 2010. معظم تصوير الفيلم الدرامي غوس فان سانت  لعام 2012 ، Promised Land (فيلم 2012)  ، بطولة مات ديمون ، وقعت في منطقة بيتسبرغ ، على الرغم من أن الإعداد كان في شمال ولاية نيويورك.

## راجع أيضًا
- وقود احفوري
- الغاز الطبيعي في الولايات المتحدة
- البترول في الولايات المتحدة
- حركة مكافحة التكسير الهيدروليكي